# Indiana State Prison
Das Indiana State Prison in Michigan City (Indiana) ist das staatliche Gefängnis des US-amerikanischen Bundesstaates Indiana. Inhaftiert sind männliche Gefangene unter der höchsten Sicherheitsstufe. Im Gefängnis gibt es auch „Housing“-Projekte mit geringerer Sicherheitsstufe.
Im November 2006 saßen dort durchschnittlich 2.200 Häftlinge ein. Das Indiana State Prison wurde 1860 als Indianas zweites Staatsgefängnis in Betrieb genommen.

## Geschichte
1859 beschloss die politische Führung Indianas den Bau eines zweiten Staatsgefängnisses nach dem “State Prison South” in Jeffersonville (Indiana), dessen Kapazitätsgrenze erreicht war. Später wurde State Prison South zum „Indiana Reformatory“ und State Prison North wurde bekannt als Indiana State Prison.
Zur Jahrhundertwende hatte sich die Zahl der Häftlinge verdoppelt. Der 1933 begnadigte Bankräuber John Dillinger war einer der prominentesten Insassen. Ein weiterer bekannter Häftling war D.C. Stephenson, 1922 ein Führer des Ku Klux Klan, der wegen Vergewaltigung mit tödlichem Ausgang 1925 zu 31 Jahren Haft verurteilt wurde.
Bis 1913 erfolgte die Hinrichtung durch den Strang, zwischen 1913 und 1994 durch den Elektrischen Stuhl, seit 1995 durch die letale Injektion. Zur Zeit müssen alle Hinrichtungen Indianas im Indiana State Prison vorgenommen werden.

## Bekannte Insassen
- Johnson VanDyke Grigsby: Mörder. Johnny Cash schrieb das Lied „Michigan City Howdy Do.“ über ihn.
- Gregory Scott Johnson: Mörder.
- Alan Matheney: Mörder, wurde im ISP hingerichtet.
- James Clark: Bankräuber während der Depressionszeit.
- Homer Van Meter: Bankräuber, Komplize John Dillingers und Baby Face Nelsons.
- John Hamilton: Bankräuber, Komplize John Dillingers, stammte aus Kanada.
- John Dillinger: Bankräuber, zwischenzeitlich Staatsfeind Nr. 1. In Public Enemies verfilmt.
- D.C. Stephenson: Früherer Grand Dragon Ku Klux Klan, Vergewaltiger und Mörder.
- Charles Makley: Bankräuber, Komplize John Dillingers.
- Orville Lynn Majors: Krankenpfleger, ermordete sechs Menschen.